# Оргбюро на ЦК на БКП (1948 – 1954)
Оргбюрото на ЦК на БКП, до 27 декември 1948 г. БРП (к.), е помощен орган на Политбюро създадено по решение на пленум на ЦК на БКП от 4 януари 1948 г.
Натоварено е със задачи: да взема организационни мерки за изпълнение на текущи кампанийни и други задачи, по които Политбюро и правителството са взели вече решения; да обследва партийните организации; да упражнява общо ръководство при организиране на конгресите, пленумите и съвещанията на масовите организации и да утвърждава щата на партията. През 1954 г. Оргбюрото е разформировано, тъй като повечето от задачите му се повтарят със задачите на Политбюро и Секретариата.
В Централния партиен архив (ЦПА) на партията има постъпили материали на Оргбюро само за периода от януари 1948 до юни 1952 г.